# Vester
Vester — компания-производитель, подразделение Samuel Music Company, основанная в городе Эффингем, штат Иллинойс, США. Специализировалась на выпуске музыкального оборудования и инструментов. Компания прекратила своё существование в 1994 году вследствие судебного иска компаний Fender, Gibson, Rickenbacker.

## История
Samuel Music Company, основанная в 1946 году, является собственником и владельцем цепи музыкальных магазинов. Воодушевленная успехом таких малых (на то время) предприятий, как Jackson Guitars и ESP Guitars в конце 80-х, на которые пришёлся бум развития рок-музыки, компания Samuel Music решила запустить свой собственный бренд по выпуску гитар и назвала его "Vester".
Продукция компании Vester производилась на мощностях корпорации Saehan Guitar Technology, подразделения Sunghan Music Corporation в Южной Корее и импортировалась в США корпорацией Midco Music (сейчас - Musicorp), где вся продукция проходила строгий контроль качества. Продукция выпускалась с учетом опыта ранее производимых корпорацией Saehan Guitar Technology инструментов топ-класса, а специфику дизайна диктовала компания Samuel Music Company.
В конце концов, бренд Vester занял хорошие позиции на рынке музыкальных инструментов в нише акустических, полу-акустических, электро- и бас-гитар, а также гитарных усилителей среднего и высшего ценового диапазона. Компанией заинтересовались многие известные музыканты того времени; самым известным её эндорсером стала кантри-группа Alabama.
Однако резкий взлет компании привел к её скоропостижному краху. Успех бренда Vester не остался незамеченным конкурентами и в 1994 году Fender Corporation подала иск против Samuel Music Company. Fender обвинили Vester в "схожести звучания" а также в использовании похожих логотипов и голов грифов гитар. Компании Samuel Music не хватило финансов для продолжительных судебных тяжб. В результате, все оставшееся имущество компании было в скором порядке распродано, а бренд Vester перестал существовать.

## Продукция Vester

### Электрогитары
Vester выпускали очень широкий диапазон электрогитар. Они включали в себя 5 основных серий:
- Tradition Series: электрогитары, нацеленные на рынок "винтажных" гитар топ-класса. Отличаются наивысшим качеством сборки и изготовления. Являются точными копиями гитар Fender Stratocaster, Fender Telecaster, Gibson Les Paul и.т.д., изготовленных в 1950-х-1960-х годах и их более поздних переизданий. Изготавливались с конца 1980-х по начало 1990-х годов.
- Stage Series: электрогитары, копирующие их современников. Гитары этой серии выпускались в разных ценовых диапазонах и включали в себя модели Vester Stage Series Stratocaster, Telecaster, но самое большое распространение получили гитары этой серии формы суперстрат, которые отличались богатым выбором окрасов. На многих из них устанавливались активные звукосниматели.
- Maniac Series: преимущественно гитары для "тяжелых" стилей и самых экстравагантных форм и окрасок.
- Catalina Series: гитары форм Stratocaster и Telecaster с узкой головой грифа среднего ценового диапазона. Гитары этой серии выпускались в последние годы существования компании.
- Voyager Series: преимущественно вариации Fender Telecaster, выпускавшиеся в последние годы существования компании.

Помимо них, выпускались копии гитар Gibson SG, Gibson ES-335, Rickenbacker 360 и огромное количество гитар формы Superstrat. Также существовало подразделение Custom Shop, выпускавшее гитары наилучшего качества под заказ.

### Бас-гитары
Бас-гитары Vester делились на 3 основные серии:
- Tradition Series: винтажные бас-гитары-копии Fender Precision Bass и Fender Jazz Bass.
- Stage Series: отличались разнообразием форм и очень гибким звучанием.
- Maniac Series: бас-гитары для "тяжелых" стилей.

Помимо этих трех серий выпускалось огромное количество бас-гитар самых разнообразных форм.

### Акустические и электроакустические гитары
Vester выпускали также большое количество акустических, электроакустических, полуакустических гитар и акустических бас-гитар.

### Гитарные комбоусилители
Ассортимент комбоусилителей Vester был не так широк, как их остальная продукция. Выпускались несколько моделей транзисторных комбоусилителей для электро-, бас- и акустических гитар. Многие модели электрогитарных усилителей были двухканальными (чистый и перегруженный каналы) и обладали встроенным блоком эффектов (Reverb, Chorus, Delay и т.д.).